# Громадянська війна в П'ємонті
Громадянська війна в П'ємонті, також відома як Савойська громадянська війна, відбулася на теренах Савойського герцогства в 1639—1642 роках. Основними сторонами конфлікту були так звані «мадамісти» на чолі з Крістіною Французькою (за підтримки Франції) та «принципісти» на чолі з принцом Томазо Франциском (за підтримки Іспанії).

## Передумови
У 1635 році помер герцог Савойський Віктор Амадей I. Влада перейшла до його малолітнього сина Франциска Гіацинта; його регенткою стала мати — Крістіна Марія, сестра тодішнього короля Франції Людовика XIII. При цьому, зважаючи на молодий вік нового герцога, брати померлого Віктора Амадея I Томазо Франциск та Мауріціо прагнули здобути владу в П'ємонті. Їх зупиняв тільки заповіт померлого герцога.
Від раптової хвороби, яка перебігала з гарячкою, в 1638 році герцог Франциск Гіацинт помер. Влада мала перейти до його брата — Карла Еммануїла II, також малолітнього принца. Регентство зберегла Крістіна Марія Французька..
Савою, регентка якої була сестрою французького короля, підтримувала Франція. В Тридцятилітній війні савойські війська воювали проти Іспанії та боці Франції. Тому Томазо Франциск та Мауріціо заручилися підтримкою іспанського двору Філіпа IV Великого. Угода, укладена між ними, передбачала поділ Савойського герцогства на три частини: першу під правлінням Томазо Франциска, другу під правлінням Мауріціо та третю, контрольовану Міланським герцогством, а фактично — Іспанією.

Віктор Амадей I
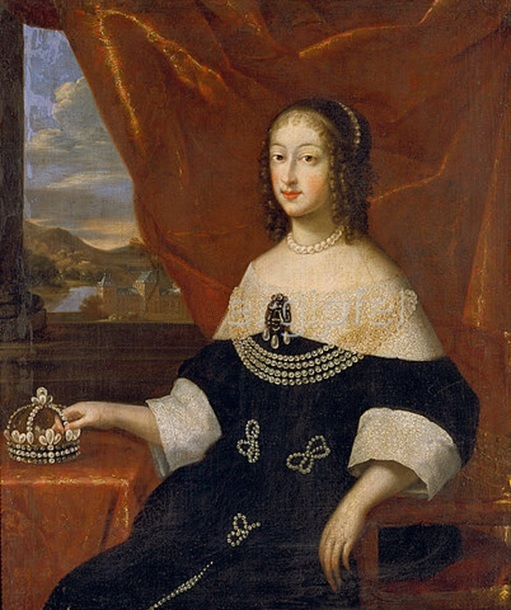
Крістіна Марія Французька
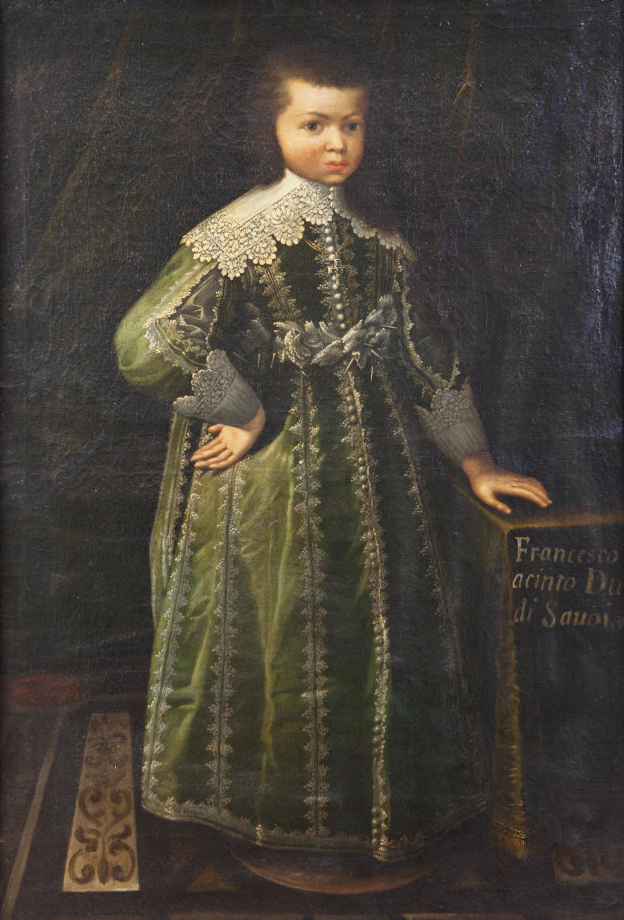
Франциск Гіацинт (1635-1638)
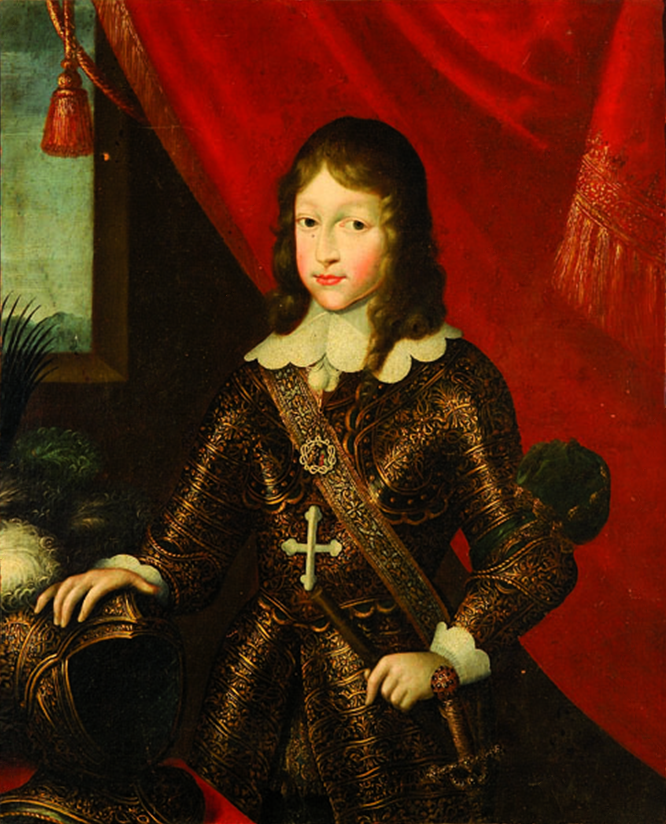
Карл Еммануїл II в дитинстві
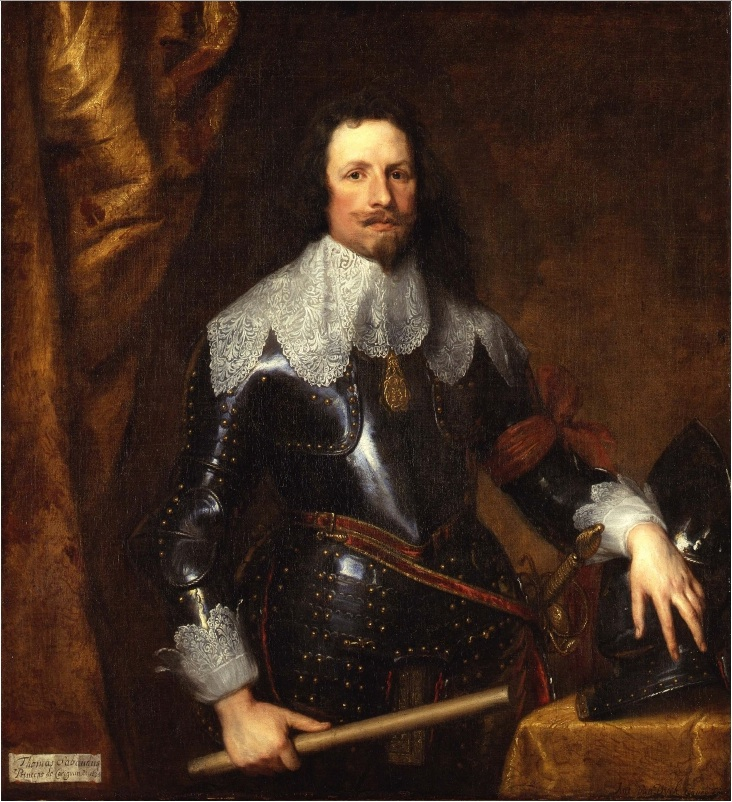
Томазо Франциск Савойський
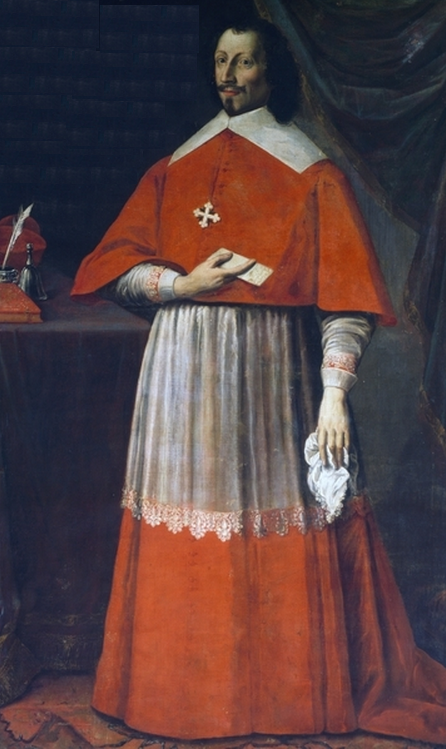
Мауріціо Савойський

## Хід війни

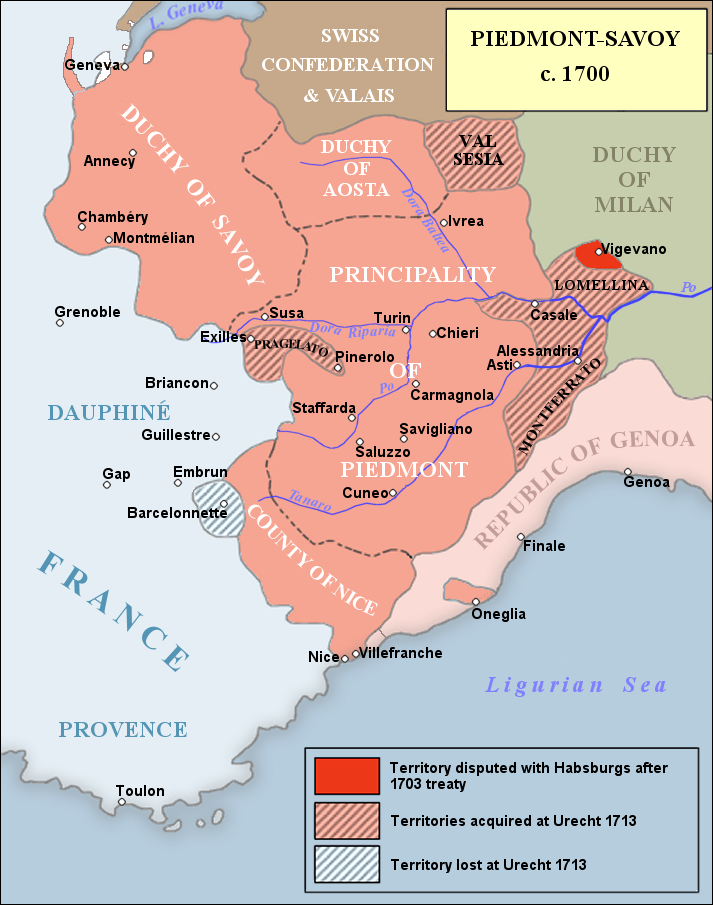
Савоя близько 1700 року

На початку війни утворилися два клани: «мадамісти», які підтримували регентство Крістіни Французької, та «принципісти», які підтримували братів Томазо та Мауріціо. Головним аргументом «принципістів» було те, що в заповіті Віктора Амадея I йшлося про регентство Крістіни Французької лише над Франциском Гіацинтом, проте не над іншою їхньою дитиною.

### Перша фаза (1639—1640)
У березні 1639 року бойові дії почалися. Томазо Франциск з невеликими втратами взяв К'єрі, Монкальєрі, Івреа та Верруа-Савою. У червні Крістіна Марія передала у володіння Франції міста Кераско та Карманьйолу в обмін на щорічні виплати в розмірі мільйона екю. У липні Мауріціо на чолі іспанської армії взяв Ніццу, а Томазо, користуючись діями своїх прихильників всередині, увійшов у Турин — столицю Савойського герцогства. Крістіна Французька переїхала до туринської цитаделі разом із дітьми. На той час туринська цитадель мала репутацію неприступної. Споруду утримував французький гарнізон. Він спробував піти на прорив та захопити місто, проте не зміг. 24 жовтня регентка уклала перемир'я.
За час перемир'я французький кардинал Рішельє відправив у Савою (в місто Пінероло) одного з найкращих французьких полководців — Анрі де Лоренн-Аркура. Після завершення перемир'я його війська напали на місто К'єрі. Дієґо де Ґузман, іспанський губернатор Мілану, підступив до К'єрі з півдня. Частина військ Томазо вийшла з Турина і направилася туди ж. Д'Аркур відступив до Пінероло.
На початку 1640 року Томазо Франциск відновив облогу Турина. Тоді ж д'Аркур взяв у облогу Казале. Де Ґузман спробував розблокувати місто, проте зазнав величезних втрат у розмірі 3000 вбитих та відступив.
Д'Аркур підійшов до Турина та оточив війська Томазо Франциска. При цьому 18-тисячне військо де Ґузмана оточило військо д'Аркура, не наважуючись на бої. 24 вересня де Ґузман відступив до Івреа.

### Друга фаза (1641)
Узимку 1640—1641 років Томазо Франциск намагався провести переговори з кардиналом Рішельє. Таке рішення було прийняте через те, що в Іспанії почалися великі повстання проти підвищення податків. До того ж, португальці підняли успішне повстання проти іспанського панування.
Проте раптово 27 лютого 1641 року Томазо відновив бойові дії. Він спробував взяти в облогу Ківассо та Кераско, проте д'Аркур завадив цим планам. Після цієї кампанії Томазо Франциск Савойський остаточно перейшов до ведення мирних переговорів.

### Туринські мирні угоди (1642)
Восени 1641 року розпочалися мирні переговори.
14 червня 1642 року в Турині були укладені два договори. Перший договір підписали принци Томазо Франциск та Мауріціо з Францією. Вони погодилися перейти на службу Франції та повернути під контроль Крістіни Марії всі землі Савої. Другий договір був укладений між принцами та Крістіною Марією Французькою. Договір фактично був копією першого, проте з невеликими поправками. На час регентства Крістіни Марії фортеці Івреа та Б'єлла мали перейти під управління принца Томазо. Обидві сторони конфлікту погоджувалися без викупу звільнити своїх військовополонених.

## Наслідки
Положення мирних угод були виконані. Крістіна Французька була регенткою Савої до 1648 року, коли її син Карл Еммануїл II став повнолітнім. Савоя, мотивована кардиналом Рішельє, продовжила участь у Тридцятилітній війні, воюючи проти Міланського герцогства — підконтрольного Іспанії державного утворення в Північній Італії.